# 三本和明
三本和明（日语：／ Mimoto Kazuaki，1972年3月20日—），日本男子赛艇运动员。他曾代表日本参加世界赛艇锦标赛，获得一枚金牌和一枚铜牌。他也曾参加1992年和1996年夏季奥运会。